# 4725 Milone
4725 Milone eller 1975 YE är en asteroid i huvudbältet som upptäcktes den 31 december 1975 av Félix Aguilar-observatoriet. Den är uppkallad efter Luis A. Milone.
Asteroiden har en diameter på ungefär 10 kilometer.